# Xue Chen
Dans ce nom chinois, le nom de famille, Xue, précède le nom personnel.
Xue Chen (chinois : 薛晨) , née le 18 février 1989 à Nanping, est une joueuse de beach-volley chinoise. Elle fait équipe avec sa compatriote Zhang Xi, formant la paire à succès Xue-Zhang Xi. Le duo a notamment remporté les Championnats du monde de beach-volley à Stare Jablonki (Pologne) en 2013, battant en finale la paire allemande Karla Borger & Britta Büthe.
Xue & Zhang Xi ont connu un début d'année 2012 prolifique, remportant 3 tournois du FIVB Beach Volley World Tour 2012 dans le premier semestre de l'année (Brasilia, Shanghai & Moscou). Elles ont marqué le pas au second semestre, ne remportant plus aucun tournoi, et leur seul performance étant une seconde place au tournoi de Berlin (11 au 15 juillet 2012). 
Le début d'année 2013 fut également difficile : leur première victoire en tournoi se présente au tournoi de Gstaad (9 au 14 juillet 2013), période prolifique puisqu'elles s’imposent également lors des Championnats du Monde.

## Palmarès
- Jeux olympiques
  -  Médaille de bronze en 2008 à Pékin avec Zhang Xi

- Championnats du monde de beach-volley
  -  Médaille d'or en 2013 à Stare Jabłonki avec Zhang Xi
  -  Médaille de bronze en 2011 à Rome avec Zhang Xi

- Jeux asiatiques
  -  Médaille de bronze en 2006 à Doha avec Zhang Xi
  -  Médaille d'or en 2010 à Canton avec Zhang Xi
  -  Médaille de bronze en 2023 à Hangzhou avec Xia Xinyi

- Championnats d'Asie de beach-volley
  -  Médaille d'or en 2009 en Chine avec Zhang Xi
  -  Médaille d'or en 2010 en Chine avec Zhang Xi
  -  Médaille d'or en 2011 en Chine avec Zhang Xi
  -  Médaille d'or en 2012 en Chine avec Zhang Xi
  -  Médaille d'or en 2016 en Australie avec Xia Xinyi
  -  Médaille d'or en 2023 en Chine avec Xia Xinyi
  -  Médaille d'argent en 2018 en Thaïlande avec Wang Fan
  -  Médaille de bronze en 2014 en Chine avec Xia Xinyi